# Lista över den finländska marinens tidigare fartyg

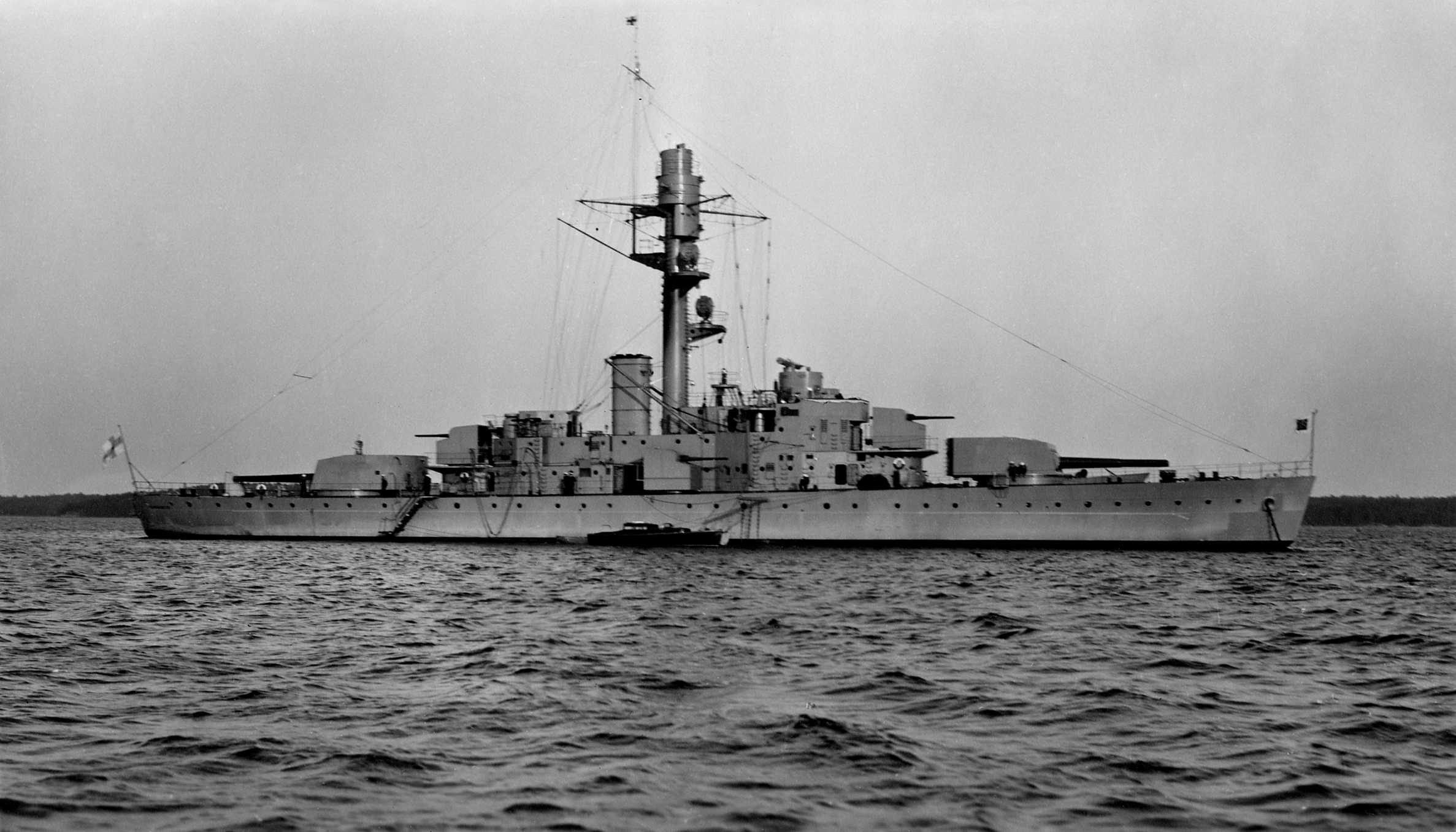
Pansarskeppet Väinämöinen.

Det här är en lista över den finländska marinens tidigare fartyg.

## Pansarskepp
- Ilmarinen
- Väinämöinen

## Fregatter
- Hämeenmaa
- Uusimaa

## Ubåtar

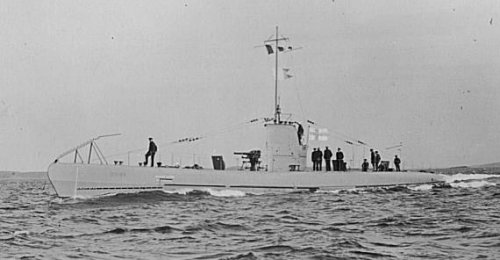
Vetehinen

### Vetehinen-klassen
- Vetehinen
- Vesihiisi
- Iku-Turso

### Vesikko-klassen
- Vesikko

### Saukko-klassen
- Saukko

### AG-klassen
- AG 12
- AG 16

## Bestyckade isbrytare
- Aallokas
- Apu
- Jääkarhu
- Murtaja
- Tarmo
- Sampo
- Sisu
- Voima
- Väinämöinen

## Minkrigföring

### Minfartyg
- Louhi
- Riilahti
- Ruotsinsalmi
- Keihässalmi
- Rautu
- Vilppula
- Sveaborg
- Pommi
- Miina
- Lieska
- Loimu
- Paukku
- Porkkala

### Minröjare
- Ajonpää
- Kallanpää
- Purunpää
- Vahterpää
- Tammenpää
- Katanpää
- SM1
- SM2
- SM3
- SM4

#### Ahven-klassen
- Ahven
- Kiiski
- Muikku
- Särki
- Kuore
- Lahna

#### Kuha-klassen
- Kuha
- Salakka
- Siika
- Harjus
- Säynäs
- Karppi
- Kuha 7
- Kuha 8
- Kuha 9
- Kuha 10
- Kuha 11
- Kuha 12
- Kuha 13
- Kuha 14
- Kuha 15
- Kuha 16
- Kuha 17
- Kuha 18

#### A-klassen
- A-1
- A-5

#### DR-klassen
- DR-1
- DR-2
- DR-3
- DR-5
- DR-6
- DR-7
- DR-8
- DR-9
- DR-10
- DR-11
- DR-15
- DR-17
- DR-18

## Kanonbåtar
- Hämeenmaa
- Uusimaa
- Klas Horn
- Matti Kurki
- Karjala
- Turunmaa
- Aunus
- Giljak
- Uisko
- Tursas
- Karjala
- Turunmaa
- Aunus
- Tampere
- Viena
- VTV 1

## Eskortfartyg
- Aura I
- Aura II

## Robotbåtat

### Tuima-klassens robotbåtar
- Tuima
- Tuisku
- Tuuli
- Tyrsky

### Isku-lklassens robotbåt
- Isku

### Helsinki-klassens robotbåtar
- Helsinki
- Turku

## Torpedbåtar
- S 1
- S 2
- S 3
- S 4
- S 5
- S 6
- C 1
- C 2
- C 3
- C 4
- Minonosets 214
- Minonosets 218
- Minonosets 220
- Minonosets 222
- Sisu
- Hurja
- Isku
- Syöksy
- Vasama
- Nuoli
- Vinha
- Raju
- Vihuri
- Viima
- V3
- Vasama I
- Vasama II

### H-klassens torpedbåtar
- Hyöky
- Hirmu
- Hurja
- Hyrsky
- Häijy

### J-klassens torpedbåtar
- Jylhä
- Jyry
- Jyske
- Jyky

### T-klassens torpedbåtar
- Tarmo
- Taisto
- Tyrsky
- Tuima
- Tuisku
- Tuuli
- Taisto 7
- Taisto 8

### R-klassens patrullbåtar
- Rymättölä
- Rihtniemi
- Ruissalo
- Raisio
- Röyttä

### Bevakningsmotorbåtar
- VMV 1
- VMV 2
- VMV 3
- VMV 4
- VMV 5
- VMV 6
- VMV 7
- VMV 8
- VMV 9
- VMV 10
- VMV 11
- VMV 12
- VMV 13
- VMV 14
- VMV 15
- VMV 16
- VMV 17
- VMV 18
- VMV 19
- VMV 20
- VMV 101
- VMV 102
- VMV 103
- VMV 104

### Nuoli-klassens motorkanonbåtar
- Nuoli 1
- Nuoli 2
- Nuoli 3
- Nuoli 4
- Nuoli 5
- Nuoli 6
- Nuoli 7
- Nuoli 8
- Nuoli 9
- Nuoli 10
- Nuoli 11
- Nuoli 12
- Nuoli 13

## Skolfartyg
- Suomen Joutsen
- Matti Kurki

## Förbindelsefartyg
- Augustin Ehrensvärd (1915), av Ehresvärd-klassen.
- Axel von Fersen (1915), av Ehresvärd-klassen.
- Fabian Wrede (1915), av Ehresvärd-klassen.
- Wilhelm Carpelan (1915), av Ehresvärd-klassen.
- Ahvola (1914), en finländsk motorbåt som fungerade som flaggskepp för den finska flottan på sjön Saimen.